# Huňová dolina
Huňová dolina je nepřístupná krasová dolina v západní části Západních Tater. Je to největší boční větev Suché doliny. Odbočuje na pasece Hucisko přibližně 2 km od ústí Suché doliny a vede severovýchodním směrem k jižnímu hřebeni Sivého vrchu v úseku Ostrá - Babky.

## Topografie
Ústí doliny se nachází v nadmořské výšce necelých 800 m. Z doliny odbočují postupně od ústí:
- dolina potoka Jamešovec – odbočuje ještě pod úzkým kaňonem doliny na jih a směřuje pod vrchol Fatrové,

nad kaňonem se dolina větví na tři části:
- jižní Priečniková dolina – táhne se až pod vrchol Babek, kde se nachází na louce Babkové pliesko
- Klinová dolina – největší, která se dále rozvětvuje na tři části a na sever z ni odbočuje Prostredná dolina,
- Žľab pod Homôľkou – odbočuje na sever a stoupá z jihu k Suchému vrchu, který je vrcholem západního ramene Ostré.

Nejvyšším bodem v okolí je Ostrá 1764 m.